# Haddadus aramunha
Haddadus aramunha é uma espécie de anfíbio da família Craugastoridae. Endêmica do Brasil, onde pode ser encontrada nos campos rupestres da Serra do Sincorá, porção norte da Cadeia do Espinhaço, nas proximidades do município de Mucugê, Bahia. Em 2010, sua distribuição foi estendida englobando a ecoregião da Chapada Diamantina nos municípios de Mucugê, Lençóis, Miguel Calmon, Iraquara, Palmeiras e Abaíra.
Seu nome específico provem da língua tupi e significa 'brutamontes', em alusão ao seu tamanho avantajado. De hábitos saxícolas, ou seja, associado às rochas, não se conhece quase nada a respeito da biologia desta espécie rara e 'enigmática'.